# Chihuahuaöknen

Chihuahuaöknens läge.

Chihuahuaöknen är en öken och ekoregion i norra Mexiko och sydvästra USA. Den omfattar cirka 500 000 km² och inkluderar i USA delar av västra Texas, södra New Mexico och sydöstra Arizona och i Mexiko de centrala och norra delarna av mexikanska platån (nordöstra Sonora, en stor del av norra och östra Chihuahua, nordöstra Durango, västra Coahuila, samt en del av norra Zacatecas och San Luis Potosi och en liten del av västra Nuevo León. Chihuahuaöknen gränsar i väst till Sonoraöknen och bergskedjan Sierra Madre Occidental, och i öst till bergskedjan Sierra Madre Oriental.
Chihuahuaöknen är den största öknen i Nordamerika. De tre andra av Nordamerikas fyra stora öknar är Great Basin-öknen, Sonoraöknen och Mojaveöknen. Chihuahuaöknen är en ung öken som uppstod för omkring 8 000 år sedan.

## Geografi

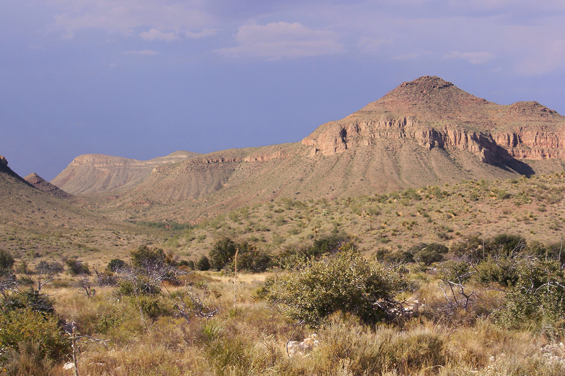
Landskap i Chihuahuaöknen, Texas.

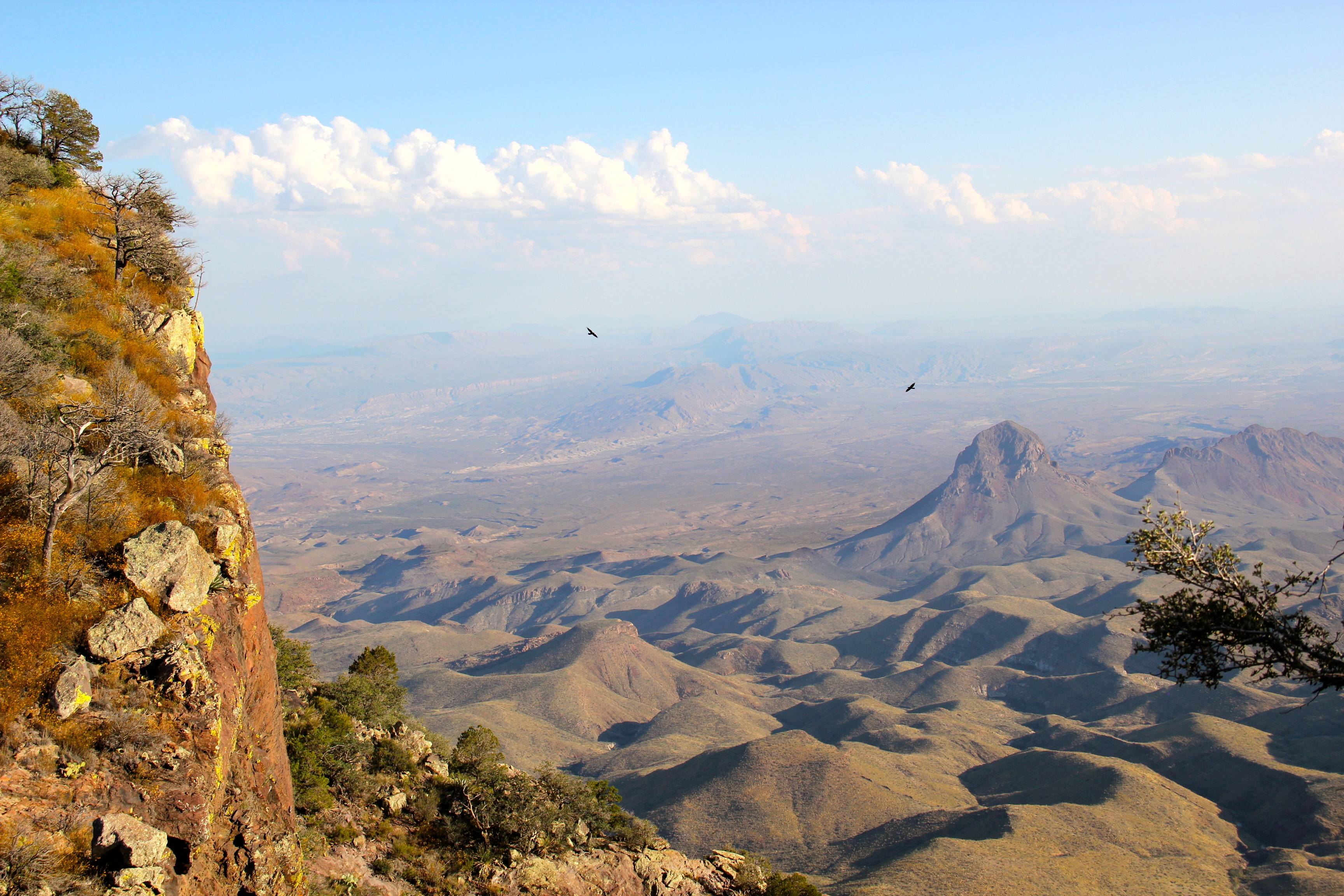
Utsikt från vandringsleden South Rim Trail i Chisosbergen i Big Bend nationalpark.

Chihuahuaöknen är belägen mellan Sierra Madre Occidental och Sierra Madre Oriental och ligger till stora delar på mexikanska platån, på i genomsnitt cirka 1 000 meters höjd över havet. I söder höjer sig platån upp till 2 000 meter över havet, men åt norr blir platån lägre och ligger i Texas på bara cirka 500 meters höjd över havet. Innan platån höjdes sig var området havsbotten och geologiskt består den till stor del av sedimentära bergarter, men en del är också magmatiska bergarter. Landskapet är omväxlande med dalar, formade av floder som den stora floden Rio Grande och dess bifloder, mindre bergskedjor som reser sig över platån, mesa (en typ av platåberg), saltsjöar och till och med våtmarker, sanddyner, gräs- och buskmarker.

## Klimat
Chihuahuaöknen är huvudsakligen en regnskuggeöken, eftersom de två stora bergskedjorna Sierra Madre Occidental och Sierra Madre Oriental hindrar fuktig luft från Stilla havet och Mexikanska golfen från att nå området. Den får ändå mera regn än Sonoraöknen och Mojaveöknen, främst under juni och juli om sommaren (monsunregn), samt mildare vinterregn i december. Den årliga nederbörden är beroende på område mellan 150 och 400 mm (i de södra delarna bara omkring 250 mm). Generellt är somrarna torra och varma. Temperaturen kan då nå 30–40°C i de södra delarna. Vintrarna är svala till kalla och torrare. Den genomsnittliga höga altituden, inlandsläget och avsaknaden av en barriär mot kalla luftmassor från norr gör att frost ibland förekommer under höst och vinter, främst i de norra delarna (från omkring gränsen mellan USA och Mexiko och norrut) där till och med snöfall kan förekomma.
Det var förändringar mot torrare klimat i området som skapade Chihuahuaöknen för omkring 8 000 år sedan. Tidigare, för 9 000–10 000 år sedan, var klimatet i området fuktigare och skogar växte på bergssluttningarna.

## Växter
Chihuahuaöknen har för en ökenregion hög biologisk mångfald med omkring 3 500 växtarter, varav nästan 1 000 kan vara endemiska för ekoregionen. Detta motsvarar cirka 29% av arterna. En variation av växtsamhällen finns inom ekoregionen, varav de mest typiska är ökenartad buskmark och ökenartad gräsmark. Kreosotbuske (Larrea tridentata) är en i hela Chihuahuaöknen vanlig art som tillsammans med andra växter (vilka varierar efter jordmån, altitud, latitud och sluttningsgrad) kännetecknar Chihuahuaöknens buskmarker. Bland annat finns många arter av agave och yucca. Inom ekoregionen finns dessutom 350 arter av kaktusar, vilket motsvarar cirka en femtedel av alla världens kaktusarter.
Exempel på gräs är Bouteloua breviseta, Bouteloua gracilis, Bouteloua curtipendula, Bouteloua eriopoda, Bouteloua hirsuta Aristida purpurea, Hilaria mutica och Sporobolus wrightii. Gräsmarker inom ekoregionen har historisk minskat till följd av överbete och många gräsmarker är idag i praktiken en mosaik av gräs- och buskmark, då buskar börjar ta över när gräset överbetats.
Små rester av skog med barrträd finns kvar i en del högt belägna områden.

## Djur

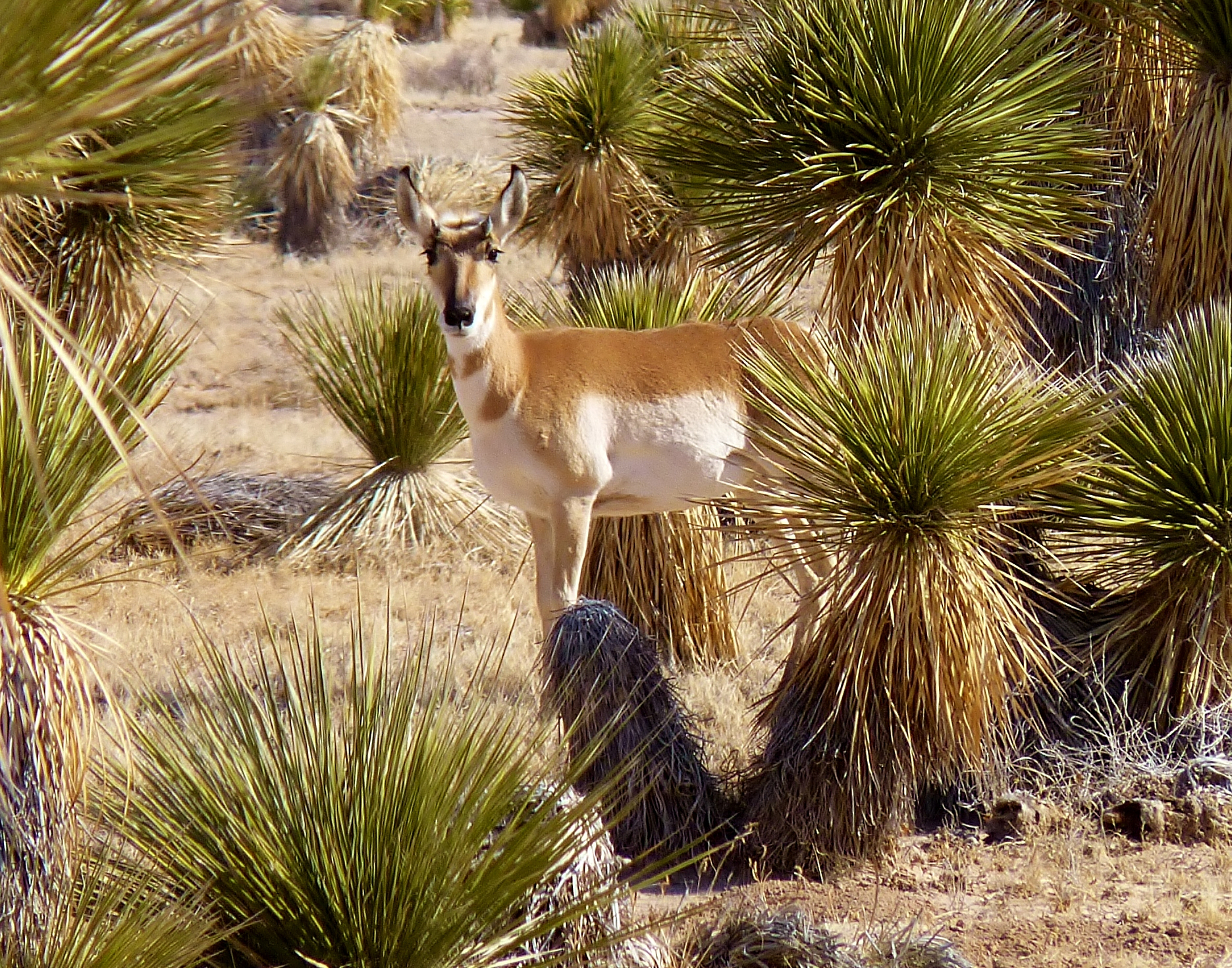
Gaffelantilop och Agave lechuguilla, vid Otero Mesa, New Mexico, Chihuahuaöknen.

Det finns mer än 130 arter av däggdjur i Chihuahuaöknen. Få av dem är begränsade till ekoregionen, men de återstående populationerna av mexikansk präriehund lever inom den. Exempel på andra däggdjur som finns i ekoregionen är hjortråttor (Peromyscus), egentliga skogsråttor (Neotoma), fickspringmöss (Perognathus), känguruspringmöss (Dipodomys), svartsvansad präriehund, svartsvansad åsnehare och ökenkanin, navelsvinet Pecari tajacu, gråräv., svartsvanshjort (åsnehjort), gaffelantilop (sällsynt), puma, jaguar (sällsynt) och det finns till och med en liten hjord bisonoxar, som vandrar mellan Chihuahua och New Mexico.
Cirka 400 fågelarter har observerats. Många är vittspridda arter som övervintrar eller rastar under flyttstråk. Exempel på fåglar som förekommer mer året om inom ekoregionen är större tuppgök, bågnäbbad härmtrast, fjällig tofsvaktel, Scotts trupial, svartstrupig sparv, svart silkesflugsnappare, ensparv och kaktusgärdsmyg. Exempel på ugglor och rovfåglar är virginiauv, kaktusuggla, prärieuggla, stenfalk, rödstjärtad vråk och bandstjärtad vråk.
Det finns mer än 170 arter av groddjur och kräldjur, varav minst 18 är endemiska för ekoregionen. Till dessa hör bland annat mexikansk goffersköldpadda.
För en ökenregion finns ett överraskande stort antal endemiska fiskar. Av de 110 fiskarterna i regionen är nästan hälften endemiska eller har en begränsad utbredning, till stor del i regionen. De flesta av dessa är relikarter i isolerade sjöar och vattendrag i endorheiska bäcken.
Chihuahuaöknen har för en öken också ett rikt insektsliv med hög andel endemiska arter. Fjärilar och myror är grupper med särskilt hög andel endemiska arter. Andelen endemiska spindlar och skorpioner är också hög. Ekoregionen är också det område i Mexiko som har högst mångfald av bin.

## Bildgalleri

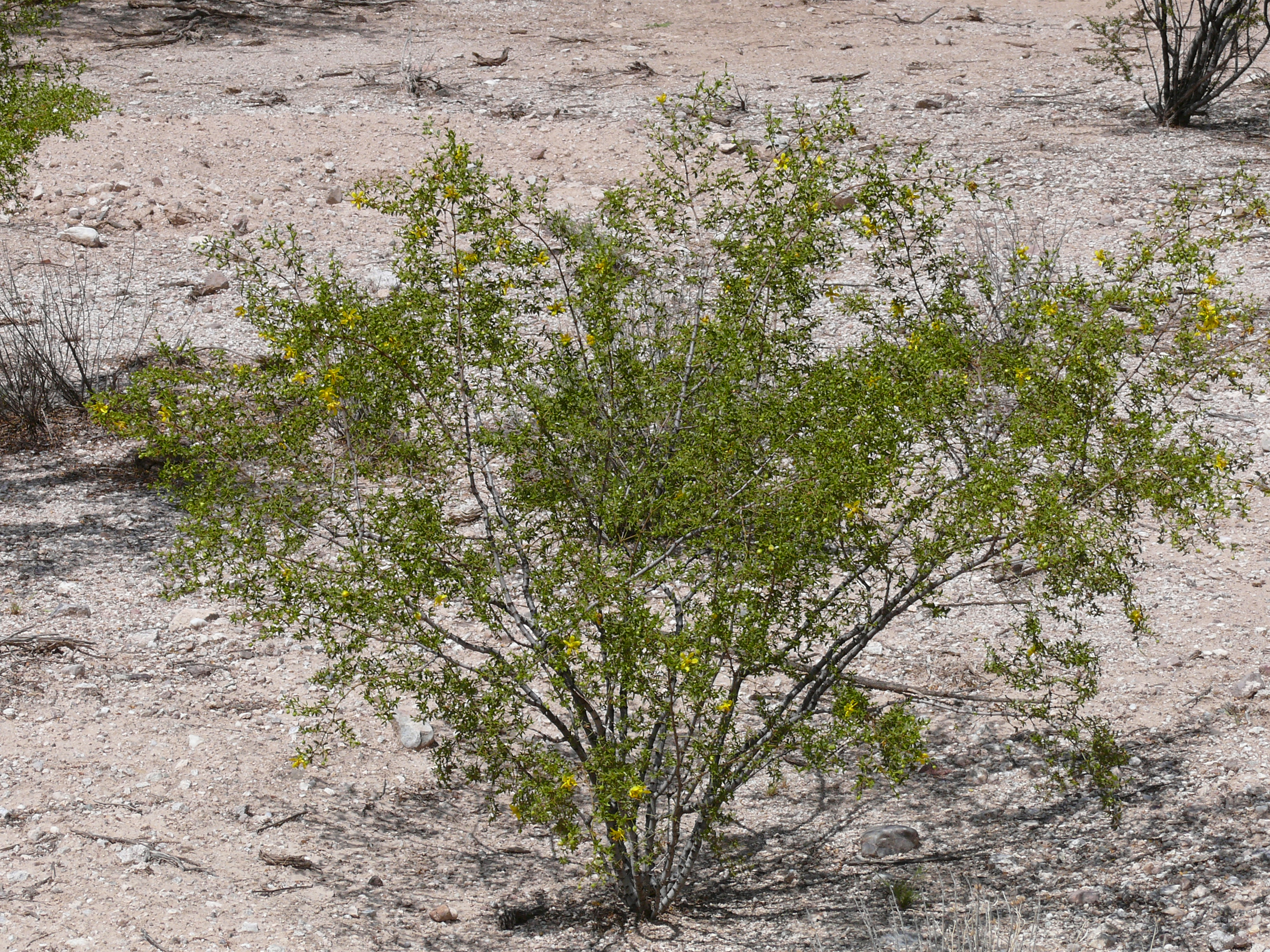
Kreosotbuske (Larrea tridentata) är vanlig i Chihuahuaöknen.
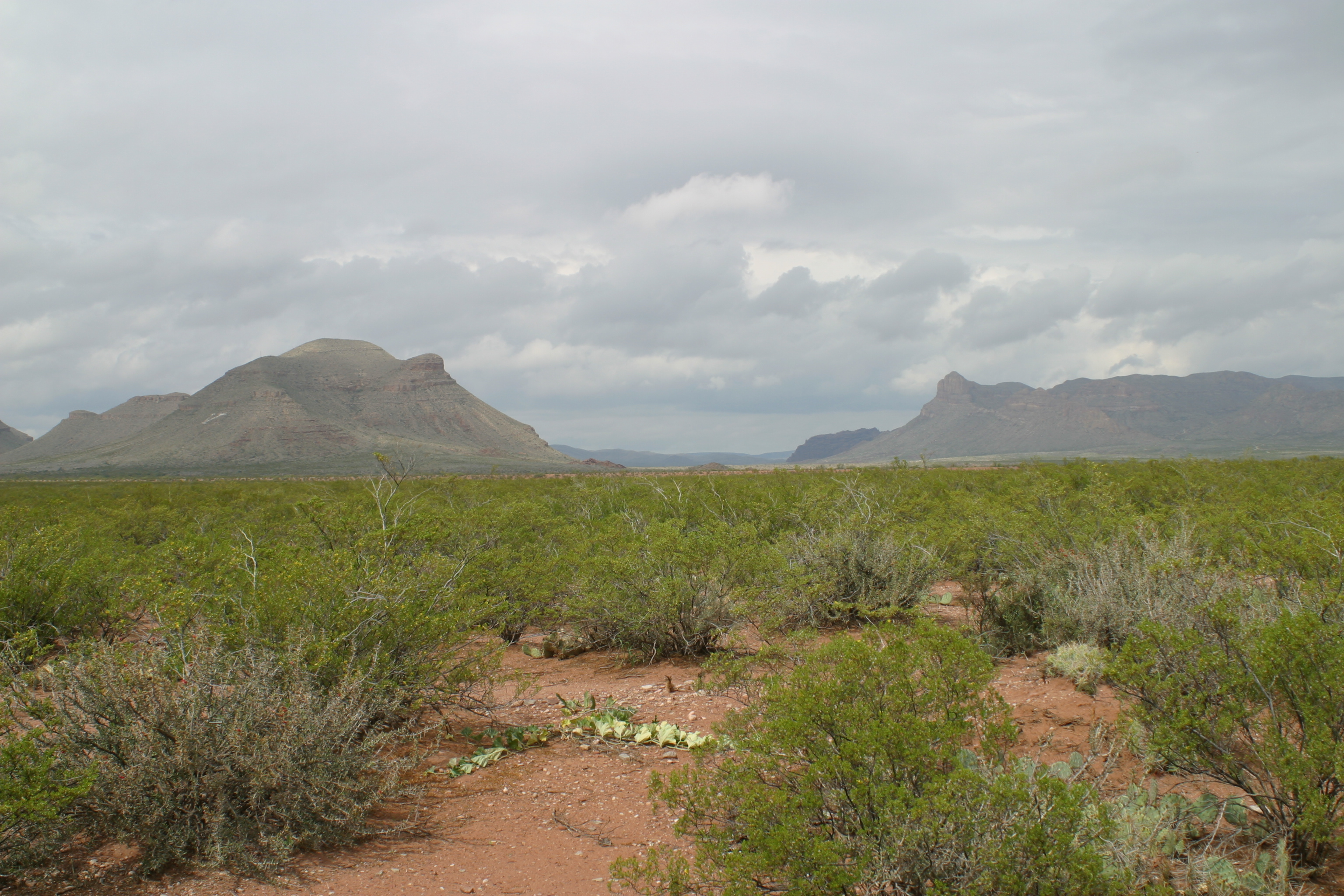
Landskap nära Van Horn, Texas, Chihuahuaöknen, växtligheten domineras av kreosotbuskar.
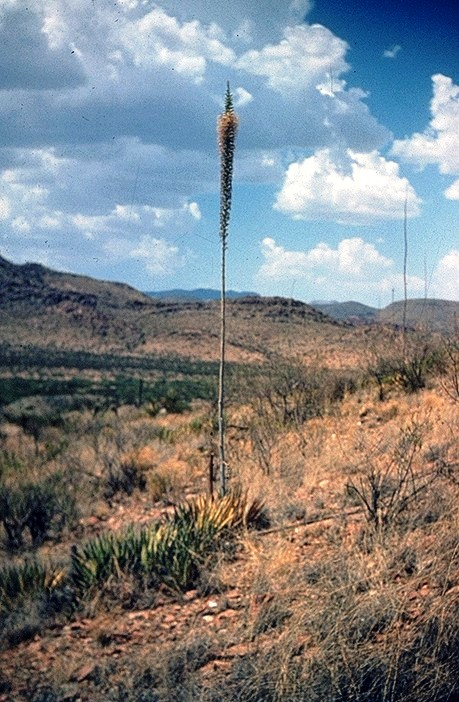
Agave lechuguilla hör till de karaktäristiska växterna i Chihuahuaöknen.
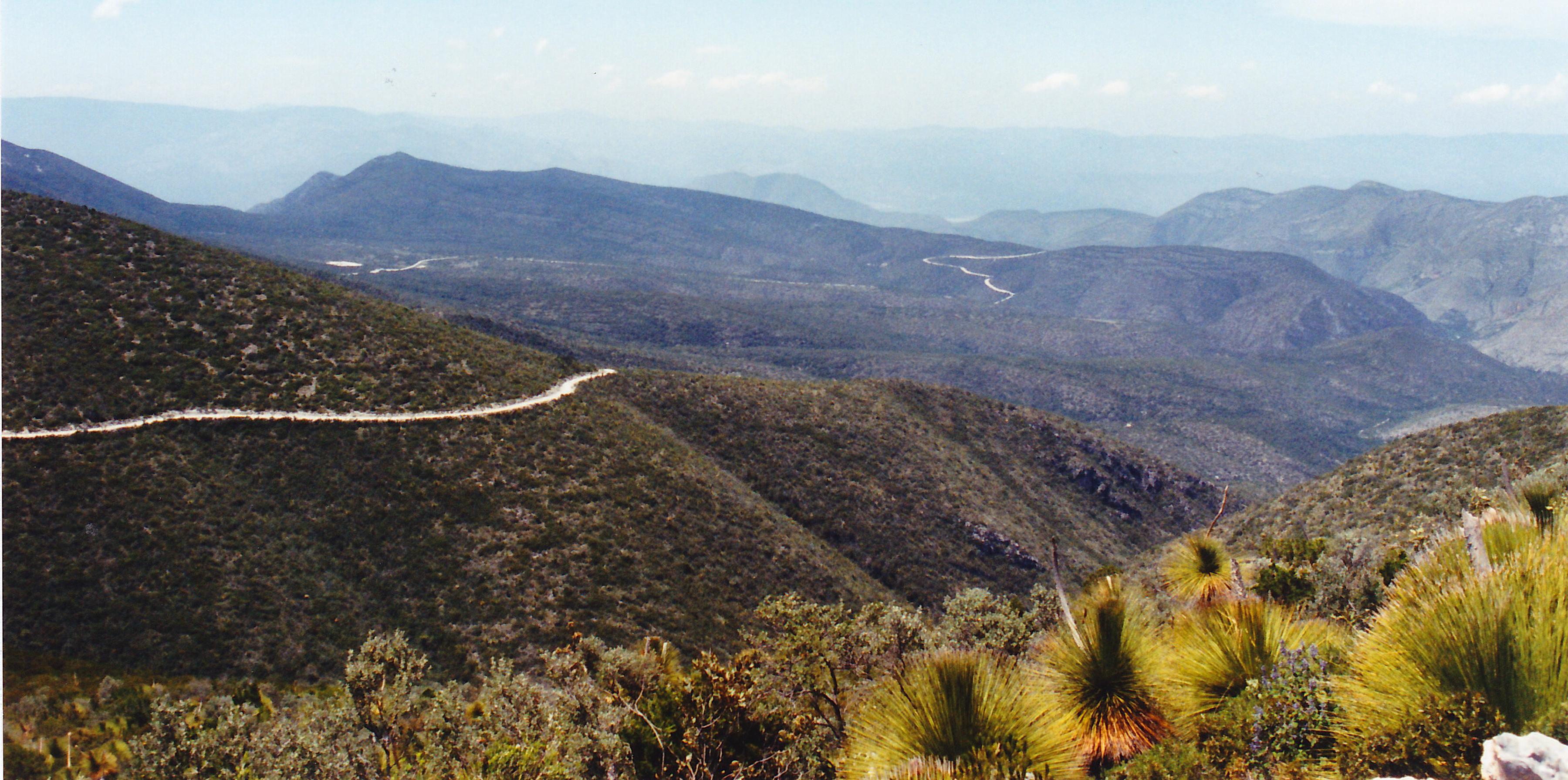
Vy mot Sierra Madre Oriental, från Miquihuana, Tamaulipas, i Mexiko.
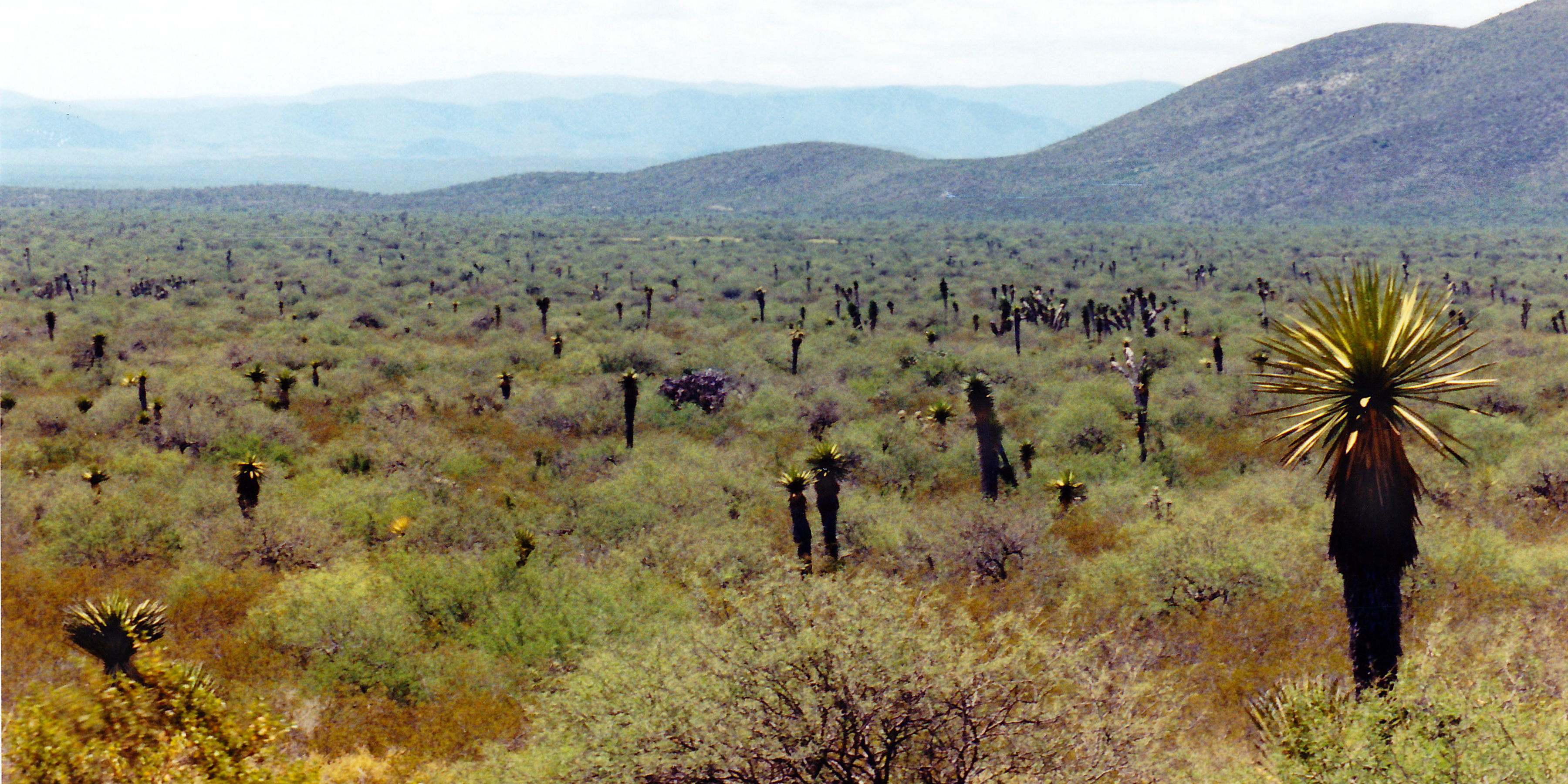
Chihuahuaöknen sydväst om staden Tula, Tamaulipas, i Mexiko.